# باشگاه فوتبال زنان قشقایی
باشگاه فوتبال زنان قشقایی شیراز یک باشگاه فوتبال زنان در ایران است. این باشگاه در لیگ برتر زنان ایران، لیگ برتر کوثر حضور دارد.

## بازیکنان
- - یاسمین برازنده
  - ژیلا پارسا
  - فاطمه جاوید
  - زهرا جوانمردی
  - الهام حسینی (فوتبالیست)
  - فریبا حصارنوئی
  - هانیه خداپرستی
  - فرزانه درویشیان
  - یاسمن رحیم زاده
  - مژده رنجبر
  - ندا روستا
  - پریماه سعیدی
  - هلیا صادقی
  - فاطمه صفاراستگو
  - مریم صفاراستگو
  - فاطمه صفری
  - فاطمه غلامی
  - بتول قاسمی
  - مریم قدرت
  - مریم کشاورزی
  - شقایق نوری زاده
  - عاطفه نیرومند